# Уртаґу
Уртаґу (д/н — 664 до н. е.) — співцар Еламу близько 675—664 років до н. е. В ассирійський джерелах відомий як Уртак (Уртакі).

## Життєпис
Походив з династії Хумбан-тахрідів. Син царя Хумбан-Халташа I. Можливо його повне ім'я Уртаг-Іншушинак. Посів трон 675 року до н. е. після смерті брата Хумбан-Халташа II.
Спочатку підтримував дружні стосунки з Ассирією. 674 року до н. е. він повернув Асархаддону до Вавилону статуї аккадських богів, вивезені колишніми еламськими царями. Коли Елам спіткала посуха, ассирійський цар відправив туди зі своїх особистих запасів зерно для голодуючих. Крім того, він надав притулок втікачам від голоду і усіляку допомогу. Ці еламити жили в Ассирії до тих пір, поки в Еламі не дозрів хороший урожай, після чого цар Ашшурбанапал відпустив їх а батьківщину.
У 665 році до н. е. уклав союз з Бел-Ікішем, арамейським «князем» Гамбулу у Вавилонії, Набу-шум-ерешем, намісником в Примор'ї, після чого вдерся до Вавилонії, доволі швидко підійшов до самого Вавилону, де став табором. Ввавилонський цар Шамаш-шум-укін запросив допомоги в Ассирії. Ашшурбанапал відправив війська до Вавилонії. Уртаґу вимушено зняв облогу Вавилону і почали відступ до кордону Еламу. Тут їх наздогнали ассирійці, що завдали рішучої поразки коаліції.
Уртаґу не змирився й продовжував інтригувати проти Ассирії, але 664 року до н. е. раптово помер. Припускають, що його було вбито ассирійськими шпигунами. Такою ситуацією скористався інший співцар — Темпті-Хумбан-Іншушинак, що об'єднав Елам.